# Хабиб Bахид
Хабиб Вахид (бенг. হাবিব ওয়াহিদ, рођен 15. октобра 1979) бангладешки је певач, композитор и музичар. Његов рад представља спој традиционалне бенгалске фолк музике и савременог техна.

## Дискографија

### Студио албуми
- Krishno (2003)
- Maya (2004)
- Moina Go... (2005)
- Shono (2006)
- Panjabiwala (2007)
- Bolchi Tomake... (2008)
- Aboseshe (2008)
- Hridoyer Kotha (2008)
- Ahoban! (2011)
- Somorpon (2011)
- Rong (2012)
- Shadhin (2012)